# Strivay
Strivay  est un village de la commune belge de Neupré dans la province de Liège.
Avant la fusion des communes de 1977, Strivay faisait partie de la commune de Plainevaux.

## Situation
Strivay est un village condrusien assez étendu implanté sur un plateau dominant trois vallées encaissées : à l'est la vallée de l'Ourthe, au sud la vallée de la Magrée et à l'ouest celle du ruisseau de Plainevaux, affluent de la Magrée à Houte-Si-Plou. Le village s'articule principalement le long de la route de Strivay qui se détache de la route nationale 638 pour gravir le Thier d'Esneux mais aussi en suivant la rue Grosse-Pierre qui rejoint Plainevaux et la route nationale 638.

## Description
Le village, initialement composé d’anciennes maisons et fermettes en pierre calcaire ou en moellons de grès, s’est considérablement étoffé par l’adjonction de nombreuses habitations récentes de type pavillonnaire comme dans le domaine de l’Arbois.

## Patrimoine
Le château-ferme de Strivay est un quadrilatère de style néo-classique du XVIIIe siècle bâti en brique blanchie et pierre calcaire. Le portail d'entrée en plein cintre est daté de 1795. À l'arrière du bâtiment initial, une nouvelle aile a été construite en 1906 par l'architecte Paul Jaspar qui a ajouté une tour carrée en moellons calcaires.
À proximité du château, se trouve la chapelle Saint-Donat construite en brique rehaussée de pierre de taille et coiffée d'un clocheton en carré.
Le château et la chapelle sont repris sur la liste du patrimoine immobilier classé de Neupré
Plusieurs monuments aux morts ont été érigés dans le village. Parmi ceux-ci, une colonne en pierre surmontée d'un ange casqué aux ailes déployées occupe un petit rond-point au milieu d'une placette située au niveau de la rue Grosse-Pierre.

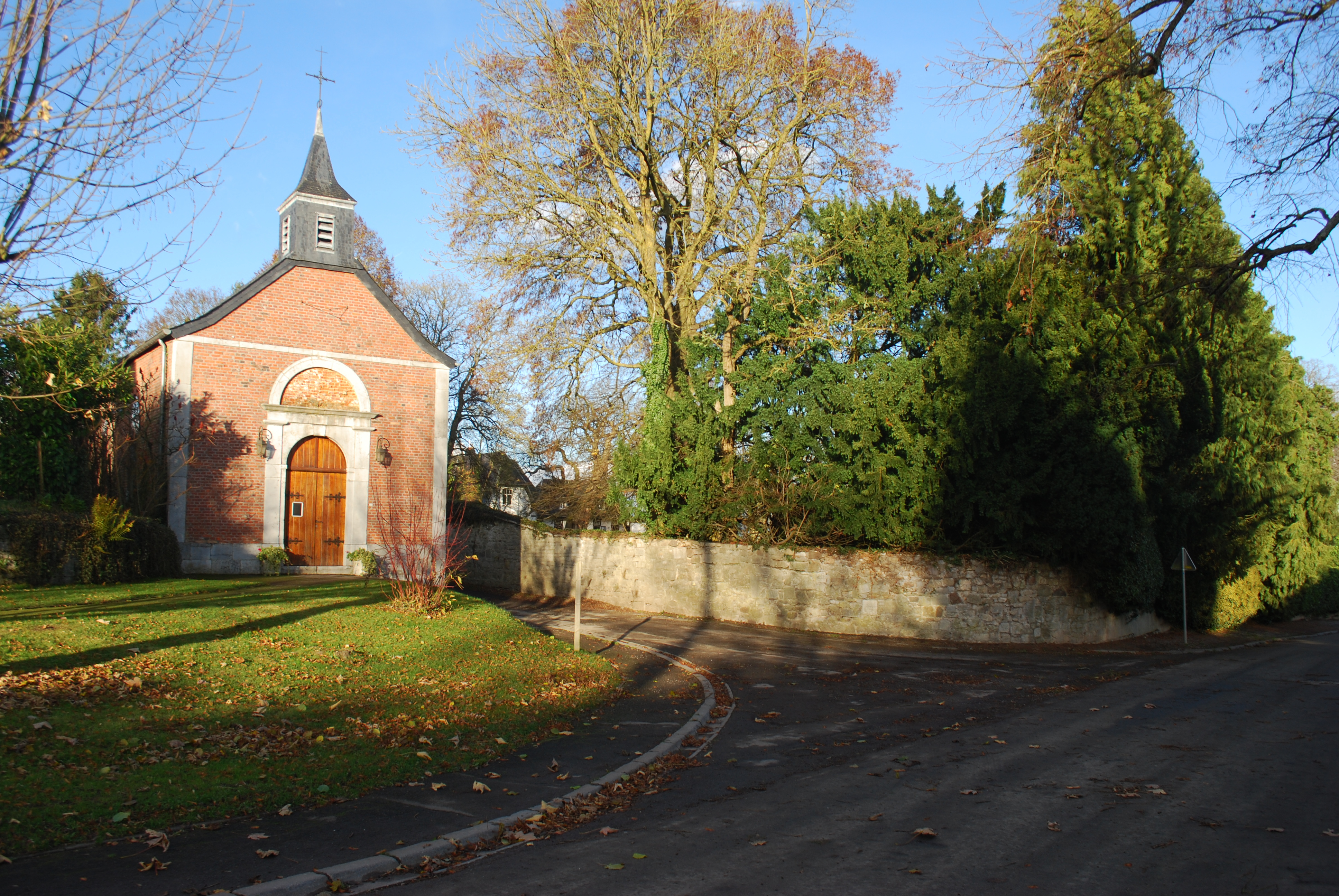
La chapelle Saint-Donat

## Personnalité liée au village
- Michel Preud'homme, joueur et entraineur de football, a vécu la première partie de sa vie à Strivay.